# Hybomitra graminoida
Hybomitra graminoida är en tvåvingeart som beskrevs av Xu 1983. Hybomitra graminoida ingår i släktet Hybomitra och familjen bromsar. Inga underarter finns listade i Catalogue of Life.